# Mugron
Mugron é uma comuna francesa na região administrativa da Nova Aquitânia, no departamento Landes. Estende-se por uma área de 16,59 km². Em 2010 a comuna tinha 1 455 habitantes (densidade: 87,7 hab./km²).